# James Garner
James Garner, rodným jménem  James Scott Bumgarner (7. dubna 1928, Norman, Oklahoma, USA – 19. července 2014, Los Angeles, Kalifornie) byl americký herec.
Po své babičce je indiánského původu, neboť ta pocházela z indiánského kmene Cherokee. V mládí sloužil u amerického válečného námořnictva, ale tuto službu musel brzy opustit, protože měl mořskou nemoc. Poté bojoval v Korejské válce, kde byl raněn a později za ně obdržel americké vojenské vyznamenání Purpurové srdce.
V roce 1954 začínal s drobnými rolemi na Broadwayi, v televizi, vystupoval i v televizních reklamách. Postupně se prosazoval zejména v televizi, kde na sebe poprvé upozornil ve seriálu Maverick z let 1957–1960. Mezi jeho nejznámější a nejúspěšnější filmy patří snímek Velký útěk z roku 1963.
V roce 1985 si zahrál ve snímku Murphyho dobrodružství, za který byl nominován na Oscara.
Za svoji kariéru, která trvala více než 50 let, vytvořil desítky filmových a televizních rolí. Je známý např. ze snímků Maverick z roku 1994, kde si zahrál s Melem Gibsonem, nebo Zápisník jedné lásky z roku 2004. V roce 2001 nadaboval jednu z hlavních postav v animovaném filmu Atlantida: Tajemná říše. S Julií Andrewsovou účinkoval ve snímku Viktor, Viktorie, s Audrey Hepburnovou ve snímku Dětská hodinka.
Zemřel v roce 2014 ve věku 86 let.

## Zajímavost
Mezi jeho záliby patřil i automobilový sport, kdy vlastnil svoji vlastní závodní stáj, dokonce celkem třikrát startoval ve známém závodě 500 mil v Indianopolis.